# Limosina aldrichi
Limosina aldrichi är en tvåvingeart som först beskrevs av Samuel Wendell Williston  1893.  Limosina aldrichi ingår i släktet Limosina och familjen hoppflugor.
Artens utbredningsområde är Kalifornien. Inga underarter finns listade i Catalogue of Life.